# Língua nova norueguesa

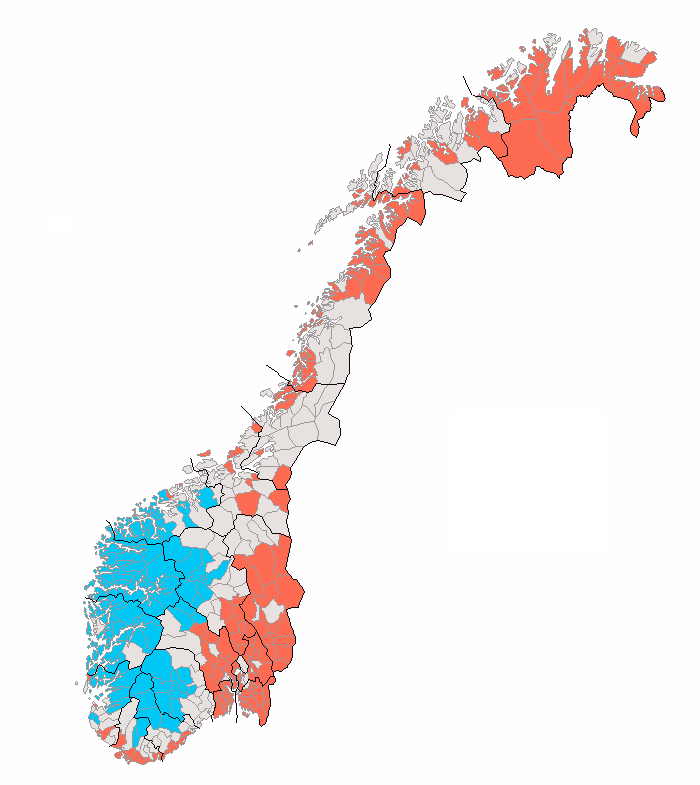
Mapa da Noruega mostrando as comunas onde se usa Bokmål e Nynorsk
Bokmål
Nynorsk
Neutra

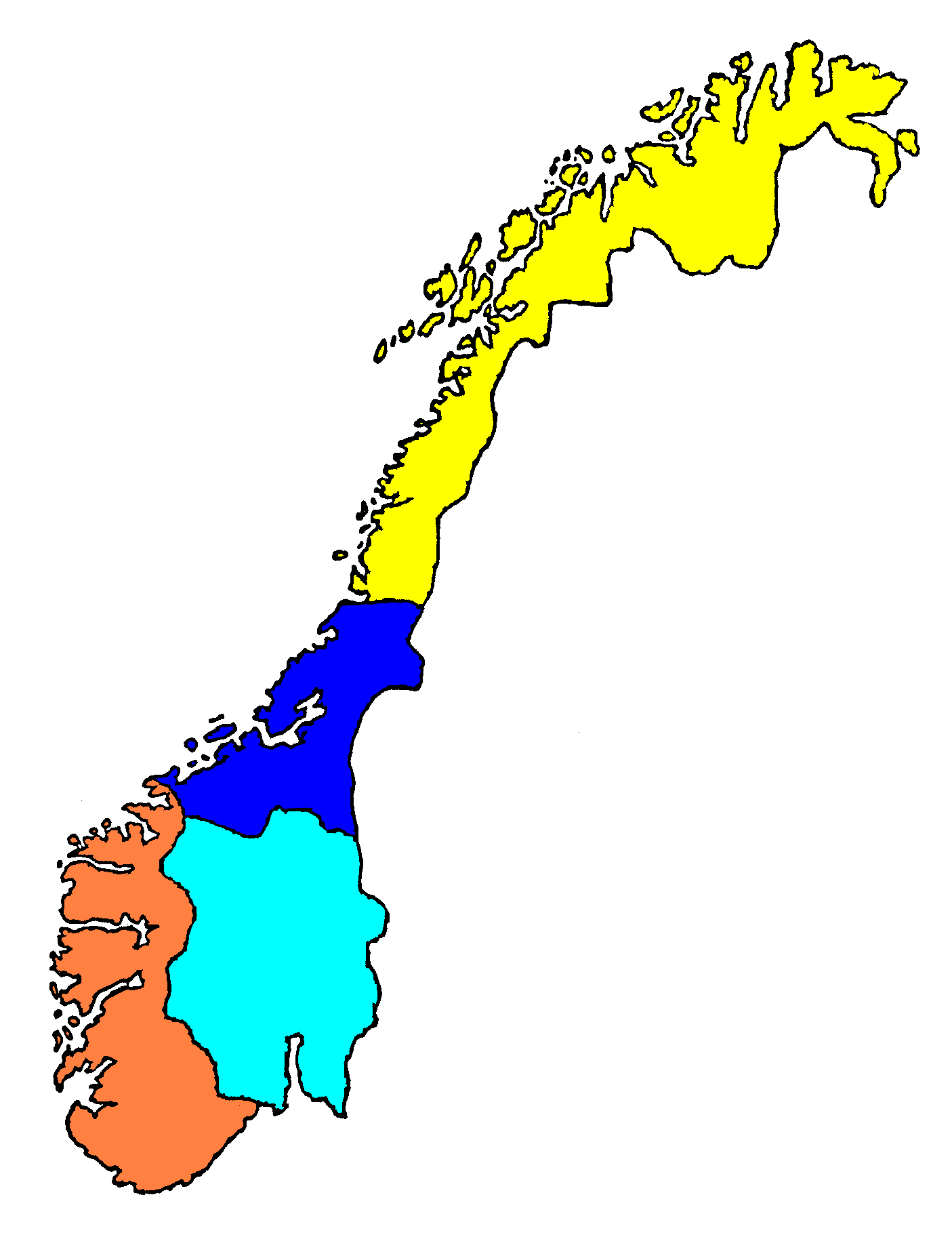
Mapa dos dialetos da Noruega
Norueguês do leste - Østlandsk
Norueguês do centro - Trøndersk
Norueguês do oeste - Vestlandsk
Norueguês do norte - Nordlandsk

O novo norueguês, língua nova norueguesa ou neonorueguês (em norueguês: Nynorsk;  PRONÚNCIA) é uma das duas formas de escrita (målform) da língua norueguesa — o Bokmål e o Nynorsk. É usado por  10%-15% dos noruegueses.
A outra forma de escrita é o dano-norueguês (Bokmål), utilizada por 85%-90% da população do país.
Em 1929, ficou estabelecida a existência das duas formas oficiais do norueguês escrito, gozando do mesmo estatuto linguístico e jurídico.
| Português          | Bokmål          | Nynorsk        |
| ------------------ | --------------- | -------------- |
| um homem pequeno   | en liten mann   | ein liten mann |
| uma mulher pequena | en liten kvinne | ei lita kvinne |
| os barcos          | båtene          | båtane         |
| as casas           | husene          | husa           |

## História
Desde os tempos dos viquingues, vários dialetos da língua norueguesa são falados no território do país. Apesar de serem mutuamente inteligíveis, cada um deles apresenta características distintas, especialmente na fonética, semântica e na morfologia. A partir da União de Calmar, no século XVI, a Noruega e seu povo ficaram sob o domínio da Dinamarca. Esse domínio teve reflexos diretos também na língua, pois o dinamarquês passou a ser a língua oficial do reino, tendo sido a única língua oficial por vários séculos em todo o território norueguês. Posteriormente, a partir da separação da Dinamarca em 1809, uma nova ortografia norueguesa, o riksmaal, altamente baseada na norma dinamarquesa, foi adotada na Noruega.

### Descontentamento
Entretanto, os habitantes das regiões menos urbanas (consequentemente menos sujeitas às imposições dinamarquesas) não se sentiam à vontade ou representados pela variante oficial. Inúmeras características de seus dialetos não eram representadas, fazendo com que certos falantes sentissem mesmo que escreviam uma língua estrangeira na escola.

### Ivar Aasen
Um pesquisador e poeta norueguês de origem rural, Ivar Andreas Aasen, é hoje creditado pelo "nascimento" do novo norueguês, a partir de pesquisas intensas nos falares, dialetos e variantes do interior da Noruega, especialmente do oeste do país. A publicação do seu livro Gramática dos dialetos noruegueses foi um marco importante na história do novo norueguês, pois tornou conhecidas diversas formas diferentes do norueguês oficial.